# Jupiter von Nidderau

Der Jupiter von Nidderau

Der Jupiter von Nidderau ist eine gefälschte Keramik, die 5. September 1972 bei einer archäologischen Ausgrabung in Heldenbergen, einem Stadtteil von Nidderau, entdeckt wurde und zunächst als römisch galt. 

## Fund
Geborgen wurde das Objekt von einem Grabungshelfer auf einer Ausgrabung im Kastell Heldenbergen, einer römischen Militäranlage nordöstlich von Frankfurt am Main. Es handelt sich um eine völlig unbeschädigte, etwa 12 cm große Darstellung des Gesichts eines bärtigen Mannes aus gebranntem Ton, ähnlich einer Maske. Das Objekt befindet sich heute im Eigentum des Landes Hessen und wird in den Beständen der HessenArchäologie geführt, ist aber von dort an die Städtischen Museen Hanau ausgeliehen.

## Rezeption
Der „Fund“ wurde in Medien als Sensation dargestellt. Unter anderem berichteten die Frankfurter Allgemeine Zeitung und der Hanauer Anzeiger darüber.

## Genese
Nach der Reinigung begann die Keramik beim Trocknen Risse zu bilden, was für römische Keramik völlig untypisch ist. Wie sich bei näherer Untersuchung herausstellte, war das Stück im Mittelmeerraum von einer Souvenirwerkstatt angefertigt worden. Angeblich trägt das Porträt sogar die Züge des Grabungshelfers, der es in den Grabungskontext eingeschmuggelte. Anfang 1973 waren alle Beteiligten sicher, dass eine Fälschung vorlag. Der mutmaßliche Täter räumte das aber offiziell nie ein.